# Ермоловский сельсовет
Ермоловский сельсовет — сельское поселение в Пензенском районе Пензенской области Российской Федерации.
Административный центр — село Ермоловка.

## История
Статус и границы сельского поселения установлены Законом Пензенской области от 2 ноября 2004 года № 690-ЗПО «О границах муниципальных образований Пензенской области».

## Население
| 2002  | 2010  | 2012  | 2013  | 2014  | 2015  | 2016  |
| ----- | ----- | ----- | ----- | ----- | ----- | ----- |
| 2490  | ↘2482 | ↗4412 | ↘4361 | ↘4317 | ↘4260 | ↘4199 |
| 2017  | 2018  | 2021  |       |       |       |       |
| ↘4109 | ↘4030 | ↘2880 |       |       |       |       |

## Состав сельского поселения
| №  | Населённый пункт                           | Тип населённого пункта       | Население |
| -- | ------------------------------------------ | ---------------------------- | --------- |
| 1  | Дубасово                                   | село                         | ↗41       |
| 2  | Дубенское                                  | деревня                      | 67        |
| 3  | Еланкино                                   | село                         | →3        |
| 4  | Ермоловка                                  | село, административный центр | ↘2437     |
| 5  | Загоскино                                  | село                         | ↘734      |
| 6  | Любятино                                   | село                         | ↘62       |
| 7  | Новая Петровка                             | деревня                      | 0         |
| 8  | Пановка                                    | деревня                      | 120       |
| 9  | Панчулидзиевка                             | железнодорожная станция      | 8         |
| 10 | Софьевка                                   | деревня                      | 1         |
| 11 | Центральная усадьба совхоза «Серп и Молот» | населённый пункт             | ↘735      |
| 12 | Черенцовка                                 | село                         | ↘182      |
| 13 | Черенцовское Отделение                     | населённый пункт             | 25        |